# Karen B. Westerfield Tucker
Karen B. Westerfield Tucker (nacida en 1954) es una historiadora y ministra metodista unida estadounidense. Es autora de varias historias de la liturgia cristiana que se publicaron en The Oxford Guide to the Book of Common Prayer y The Oxford History of Christian Worship; también editó este último volumen con Geoffrey Wainwright. Westerfield Tucker fue presidente de la organización liturgiológica ecuménica Societas Liturgica y editor en jefe de su revista, Studia Liturgica. Es profesora de Adoración en la Escuela de Teología de la Universidad de Boston.

## Carrera

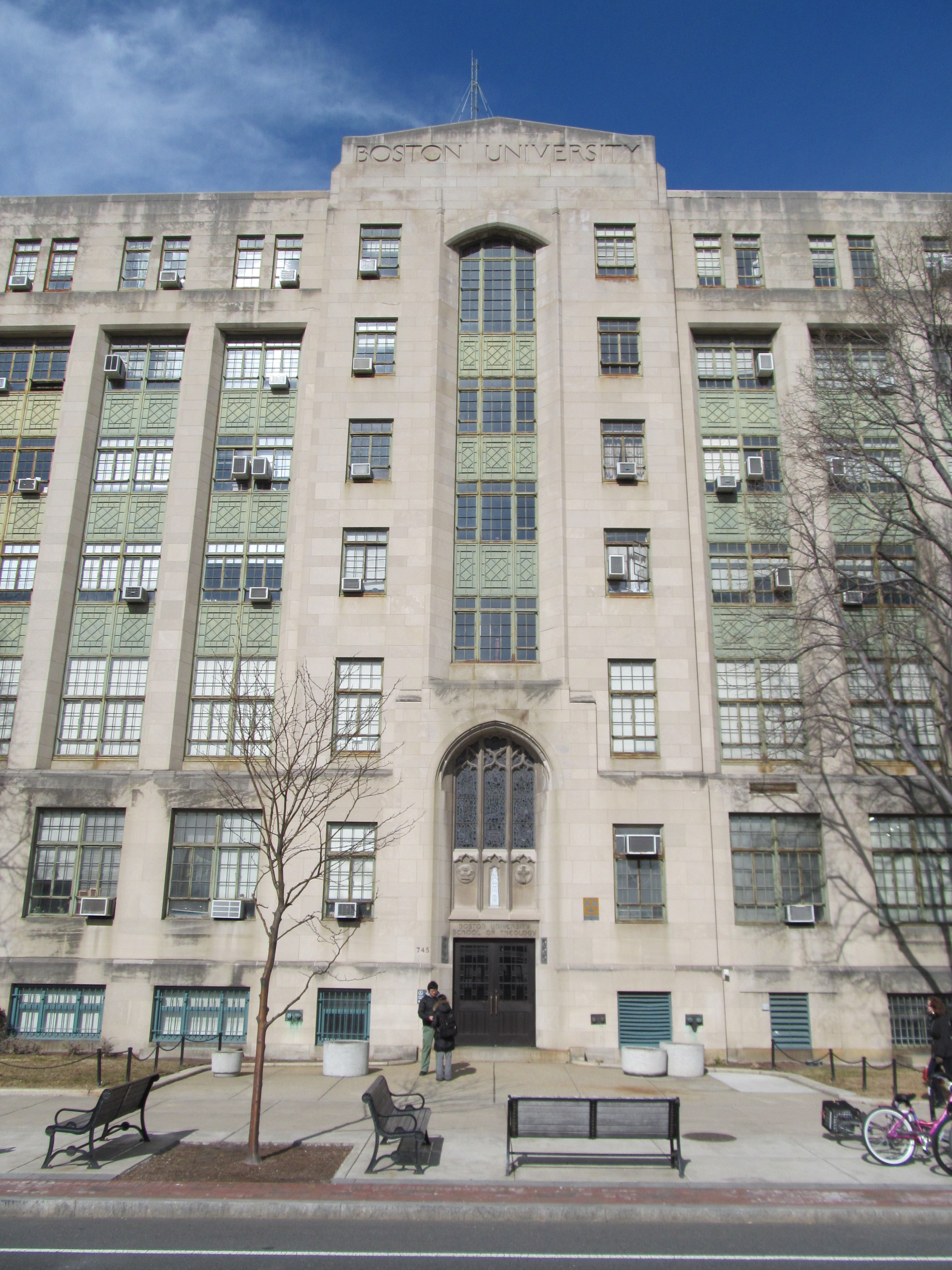
La Escuela de Teología de la Universidad de Boston, donde Westerfield Tucker forma parte del cuerpo docente desde 2004.

Westerfield Tucker recibió una licenciatura de Emory & Henry College en 1976, una maestría en Ciencias de la Duke Divinity School y una maestría en historia litúrgica y un doctorado en estudios litúrgicos de la Universidad de Notre Dame. Emory & Henry College la honró con el Premio al Logro Distinguido de la universidad por sus contribuciones a la universidad y la región. Fue ordenada ministra en la Iglesia Metodista Unida, asignada pastoralmente a la Conferencia de los Grandes Ríos de Illinois, donde es una anciana.
Se desempeñó como presidenta de la Societas Liturgica, una organización liturgiológica ecuménica. También fue editora en jefe de la revista de la sociedad, Studia Liturgica, durante nueve años. También es miembro vitalicio de la Hymn Society en los Estados Unidos y Canadá; gran parte de la erudición de Westerfield Tucker se ha centrado en el papel y el desarrollo de los himnarios. Se unió a la Comisión Internacional Conjunta para el Diálogo Teológico, una colaboración entre el Consejo Metodista Mundial y el Consejo Pontificio para la Promoción de la Unidad de los Cristianos, en 2006. Como cosecretaria metodista de este grupo, organizó la reunión del organismo en 2018 en Hong Kong. Westerfield Tucker se convirtió en miembro del cuerpo docente de la Escuela de Teología de la Universidad de Boston en 2004 y es su profesor de Adoración. Anteriormente formó parte del cuerpo docente de la Universidad Duke durante 15 años.
En 2006, Oxford University Press publicó The Oxford History of Christian Worship. Westerfield Tucker y Geoffrey Wainwright editaron el libro que recopiló contribuciones sobre el culto y la liturgia cristiana de 38 eruditos internacionales. También escribió el capítulo «Mujeres en la adoración» del libro. También publicada en 2006 por Oxford University Press, The Oxford Guide to the Book of Common Prayer: A Worldwide Survey incluía un capítulo de Westerfield Tucker sobre la relación entre el Libro de Oración Común, John Wesley y el metodismo. Escribió para un número especial de febrero de 2018 de Sewanee Theological Review sobre la posibilidad de revisar el Libro de Oración Común de 1979 de la Iglesia episcopal.
En enero de 2023 recibió el Premio Berakah de la Academia Norteamericana de Liturgia. El premio se otorga a «eruditos y profesionales de la liturgia» que son miembros de la organización «en reconocimiento a su distinguida contribución a la profesión».

## Vida personal
Westerfield Tucker se ha desempeñado como jueza en competencias de perros de obediencia de rally con licencia del American Kennel Club. Un corgi galés propiedad de Karen B. Westerfield Tucker y Stuart R. Tucker ganó un premio por su capacidad de desempeño del Mayflower Pembroke Welsh Corgi Club en 2013.